# Medasina leledaria
Medasina leledaria là một loài bướm đêm trong họ Geometridae.